# Kriegerdenkmal (Vinningen)
Das Kriegerdenkmal von Vinningen ist ein Bauwerk im Landkreis Südwestpfalz. Es bezieht sich auf die beiden Weltkriege und gilt als Kulturdenkmal.

## Lage
Es befindet sich in der Nähe der örtlichen Kirche am Luitpoldplatz 1.

## Gestaltung
Vinningen nimmt auf seiner das Ensemble nach hinten abschließenden Wand das von früher bekannte Motiv des Soldaten in Mantel, mit Helm und Gewehr auf, hier allerdings als ein Zug von zehn Figuren ohne Individualität hintereinander auf das Feld mit den Namenstafeln zu marschierend. Davor dominiert eine kniende, den Kopf gesenkt haltende Frauenfigur, die ihr Gewand um das vor ihr stehende Mädchen geschlagen hat. Der Text lautet „UNSEREN SÖHNEN“.